# Золотая малина (премия, 1987)
7-я церемония вручения наград премии «Золотая малина» за сомнительные заслуги в области кинематографа за 1986 год состоялась 29 марта 1987 года в Hollywod Roosevelt Hotel, в Лос-Анджелесе, Калифорния.

## Статистика
| Фильм                                        | номинации | победы |
| -------------------------------------------- | --------- | ------ |
| • Под вишнёвой луной / Under the Cherry Moon | 8         | 5      |
| • Говард-утка / Howard the Duck              | 7         | 4      |
| • Шанхайский сюрприз / Shanghai Surprise     | 6         | 1      |
| • Кобра / Cobra                              | 6         | -      |
| • Блу-сити / Blue City                       | 5         | -      |
| • Девять с половиной недель / 9½ Weeks       | 3         | -      |

## Список лауреатов и номинантов
Победители выделены отдельным цветом. 
| Категории                             | Лауреаты и номинанты | Лауреаты и номинанты |
| ------------------------------------- | --- | --- |
| Худший фильм                          | • Говард-утка / Howard the Duck (Universal) (продюсер: Глория Кац)                                                                          | • Говард-утка / Howard the Duck (Universal) (продюсер: Глория Кац)                                                                          |
| Худший фильм                          | • Под вишнёвой луной (Warner Bros.) (продюсеры: Роберт Кавалло, Джозеф Руффало и Стивен Фаргноли)                                           | |
| Худший фильм                          | • Блу-сити (Paramount) (продюсеры: Уильям Хейярд и Уолтер Хилл)                                                                             | |
| Худший фильм                          | • Кобра (Cannon/Warner Bros.) (продюсеры: Менахем Голан и Йорам Глобус)                                                                     | |
| Худший фильм                          | • Шанхайский сюрприз (MGM) (продюсер: Джон Кон)                                                                                             | |
| Худшая мужская роль                   | Принс | • Принс — «Под вишнёвой луной» (за роль Кристофера Трэйси)                                                                                  |
| Худшая мужская роль                   | Принс | • Эмилио Эстевес — «Максимальное ускорение» (за роль Билла Робинсона)                                                                       |
| Худшая мужская роль                   | Принс | • Джадд Нельсон — «Блу-сити» (за роль Билли Тарнера)                                                                                        |
| Худшая мужская роль                   | Принс | • Шон Пенн — «Шанхайский сюрприз» (за роль Глендона Уэйси)                                                                                  |
| Худшая мужская роль                   | Принс | • Сильвестр Сталлоне — «Кобра» (за роль лейтенанта Мериэна «Кобры» Кобретти)                                                                |
| Худшая женская роль                   | Мадонна | • Мадонна — «Шанхайский сюрприз» (за роль Глории Тэйтлок)                                                                                   |
| Худшая женская роль                   | Мадонна | • Ким Бейсингер — «Девять с половиной недель» (за роль Элизабет МакГроу)                                                                    |
| Худшая женская роль                   | Мадонна | • Джоан Чэнь — «Тайпан» (за роль Май-Май)                                                                                                   |
| Худшая женская роль                   | Мадонна | • Бриджитт Нильсен — «Кобра» (за роль Ингрид Кнудсен)                                                                                       |
| Худшая женская роль                   | Мадонна | • Элли Шиди — «Блу-сити» (за роль Энни Рейфорд)                                                                                             |
| Худшая мужская роль второго плана     | | • Джером Бентон — «Под вишнёвой луной» (за роль Трики)                                                                                      |
| Худшая мужская роль второго плана     | • Питер О’Тул — Клуб «Рай» (за роль губернатора Энтони Клойдена Хейса)                                                                      | |
| Худшая мужская роль второго плана     | • Тим Роббинс — «Говард-утка» (за роль Фила Блумбертта)                                                                                     | |
| Худшая мужская роль второго плана     | • Брайан Томпсон — «Кобра» (за роль Найта Слэшера)                                                                                          | |
| Худшая мужская роль второго плана     | • Скотт Уилсон — «Блу-сити» (за роль Перри Керча)                                                                                           | |
| Худшая женская роль второго плана     | Дом Делуиз | • Дом Делуиз — «Медовый месяц с призраками» (за роль тёти Кейт)                                                                             |
| Худшая женская роль второго плана     | Дом Делуиз | • Луиза Флетчер — «Пришельцы с Марса» (за роль миссис МакКелтч)                                                                             |
| Худшая женская роль второго плана     | Дом Делуиз | • Зельда Рубинштейн — «Полтергейст 2: Обратная сторона» (за роль Танджины Бэрронс)                                                          |
| Худшая женская роль второго плана     | Дом Делуиз | • Беатрис Стрейт — «Власть» (за роль Клэр Хастингс)                                                                                         |
| Худшая женская роль второго плана     | Дом Делуиз | • Кристин Скотт Томас — «Под вишнёвой луной» (за роль Мэри Шарон)                                                                           |
| Худший режиссёр                       | Принс | • Принс за фильм «Под вишнёвой луной» |
| Худший режиссёр                       | Принс | • Джим Годдар — «Шанхайский сюрприз» |
| Худший режиссёр                       | Принс | • Уиллард Хайк — «Говард-утка» |
| Худший режиссёр                       | Принс | • Стивен Кинг — «Максимальное ускорение» |
| Худший режиссёр                       | Принс | • Мишель Мэннинг — «Блу-сити» |
| Худший сценарий                       | • Уиллард Хайк и Глория Кац — «Говард-утка»                                                                                                 | • Уиллард Хайк и Глория Кац — «Говард-утка»                                                                                                 |
| Худший сценарий                       | • Сильвестр Сталлоне — «Кобра» | |
| Худший сценарий                       | • Патришия Луизианна Ноп, Залман Кинг и Сара Кернокан — «Девять с половиной недель»                                                         | |
| Худший сценарий                       | • Джон Кон и Роберт Бентли — «Шанхайский сюрприз»                                                                                           | |
| Худший сценарий                       | • Бекки Джонстон — «Под вишнёвой луной» | |
| Худшая новая звезда                   | • Говард утка — «Говард-утка» | • Говард утка — «Говард-утка» |
| Худшая новая звезда                   | • Джоан Чэнь — «Тайпан» (за роль Май-Май)                                                                                                   | |
| Худшая новая звезда                   | • Митчел Гэйлорд — «Американский гимн» (за роль Стива Тевере)                                                                               | |
| Худшая новая звезда                   | • Кристин Скотт Томас — «Под вишнёвой луной» (за роль Мэри Шарон)                                                                           | |
| Худшая новая звезда                   | • Брайан Томпсон — «Кобра» (за роль Найта Слэшера)                                                                                          | |
| Худшая песня к фильму                 | • Love or Money — «Под вишнёвой луной» — авторы: Принс и The Revolution                                                                     | • Love or Money — «Под вишнёвой луной» — авторы: Принс и The Revolution                                                                     |
| Худшая песня к фильму                 | • Howard The Duck — «Говард-утка» — авторы: Томас Долби, Элли Уиллис и Джордж Клинтон                                                       | |
| Худшая песня к фильму                 | • I Do What I Do — «Девять с половиной недель» — авторы: Джонатан Илайас, Джон Тейлор и Майкл Дес Баррес                                    | |
| Худшая песня к фильму                 | • Life in a Looking Glass — «Такова жизнь!» — музыка: Генри Манчини, слова: Лесли Брикасс                                                   | |
| Худшая песня к фильму                 | • Shanghai Surprise — «Шанхайский сюрприз» — автор: Джордж Харрисон                                                                         | |
| Худшие визуальные эффекты             | • Industrial Light & Magic — «Говард-утка»                                                                                                  | • Industrial Light & Magic — «Говард-утка»                                                                                                  |
| Худшие визуальные эффекты             | • Джон Дайкстра и Стэн Уинстон — «Пришельцы с Марса»                                                                                        | |
| Худшие визуальные эффекты             | • Карло Рамбальди — «Кинг-Конг жив» | |
| Премия за худшие достижения в карьере | • «Брюс» — механическая резиновая акула из серии фильмов: «Челюсти» (1975), «Челюсти 2» (1978), «Челюсти 3» (1983), «Челюсти: Месть» (1987) | • «Брюс» — механическая резиновая акула из серии фильмов: «Челюсти» (1975), «Челюсти 2» (1978), «Челюсти 3» (1983), «Челюсти: Месть» (1987) |